# 1М (космически апарат)
1М е серия от два съветски безпилотни космически апарата за изследване на Марс.
В САЩ и други страни тези апарати са популярни с името Mарсник (от съединяването на думите „Mарс“ и „Спутник“, тъй като програмата първоначално предвиждала извеждане на обекти в орбита около Марс и търсене н живот. Изстрелването на апаратите станало през 1960 г. В целите на програмата се включвало изследване на йоносферата на Марс, магнитосферата, фотографиране на повърхността на планетата от орбита, а също така изследване на междупланетното пространство между орбитите на Земята и Марс.
Програмата „1М“ е първата в света планирана експедиция към друга планета, но претърпяла пълен неуспех. През 1961 г. върху тяхната основа е разработена втората серия апарати „2МВ“ за изследване на Марс и Венера.

## Апарати
Проектирането на сондите и ракетите-носители станало през 1958 – 1960 г. в ОКБ-1. Монтажа на блоковете се изпълнявало на Байконур.
Теглото на апарата е около 640 kg. В оборудването влизали магнитометър, радиометър, детектор за микрометеорити и много други. Двигателят бил течностен с гориво (Асиметричен диметилхидразин/азотна киселина).

### Мисии
- Марс 1960А („Mарсник-1“, „Кораб-4“, „Марс 1М“ № 1):[2] предполагаема дата на прелитане около Марс – 13 май 1961 г. Дата на старта – 10 октомври 1960 г. Ракета-носител – 8К78. На 300-а секунда от полета, на височина около 120 km се получава отказ на системата за управления, довели до отказ на двигателите на третата степен на ракетата. Третата и четвъртата степен и космическия апарат изгорели в атмосферата след команда за самоунищожение (324-та секунда от полета).
- Марс 1960Б („Mарсник-2“, „Кораб-5“, „Марс 1М“ № 2):[3] разчетна дата на прелитане – 15 май 1961 г. Дата на старта – 14 октомври 1960 г. Ракета-носител – 8К78. На 290-а секунда от полета става отказ на двигателя на третата степен поради изтичане на течен кислород и последвало замръзване на горивото – (керосин), преди старта. Третата и четвъртата степен с космическата сонда изгорели в атмосферата.